# Estilo Antiguo y Estilo Nuevo
Estilo Antiguo (en inglés Old Style, abreviado O.S.) y Estilo Nuevo (New Style, abreviado N.S.) indican sistemas de datación antes y después de un cambio de calendario, respectivamente. Por lo general, este es el cambio del calendario juliano al calendario gregoriano tal como se promulgó en varios países europeos entre 1582 y el siglo XX.
En Inglaterra, Gales, Irlanda y las colonias americanas de Gran Bretaña, hubo dos cambios de calendario, ambos en 1752. El primero ajustó el inicio de un nuevo año desde Lady Day (25 de marzo) al 1 de enero (lo que Escocia había hecho desde 1600), mientras que el segundo descartó el calendario juliano en favor del calendario gregoriano, eliminando 11 días del calendario de septiembre de 1752 para hacerlo. Para acomodar los dos cambios de calendario, los escritores usaron la datación dual para identificar un día dado dando su fecha de acuerdo con ambos estilos de datación.
Para países como Rusia, donde no se realizó ningún ajuste de inicio de año, O.S. y N.S. simplemente indican los sistemas de datación juliana y gregoriana. Muchos países ortodoxos orientales siguen utilizando el antiguo calendario juliano con fines religiosos.

## Gran Bretaña y sus colonias o posesiones

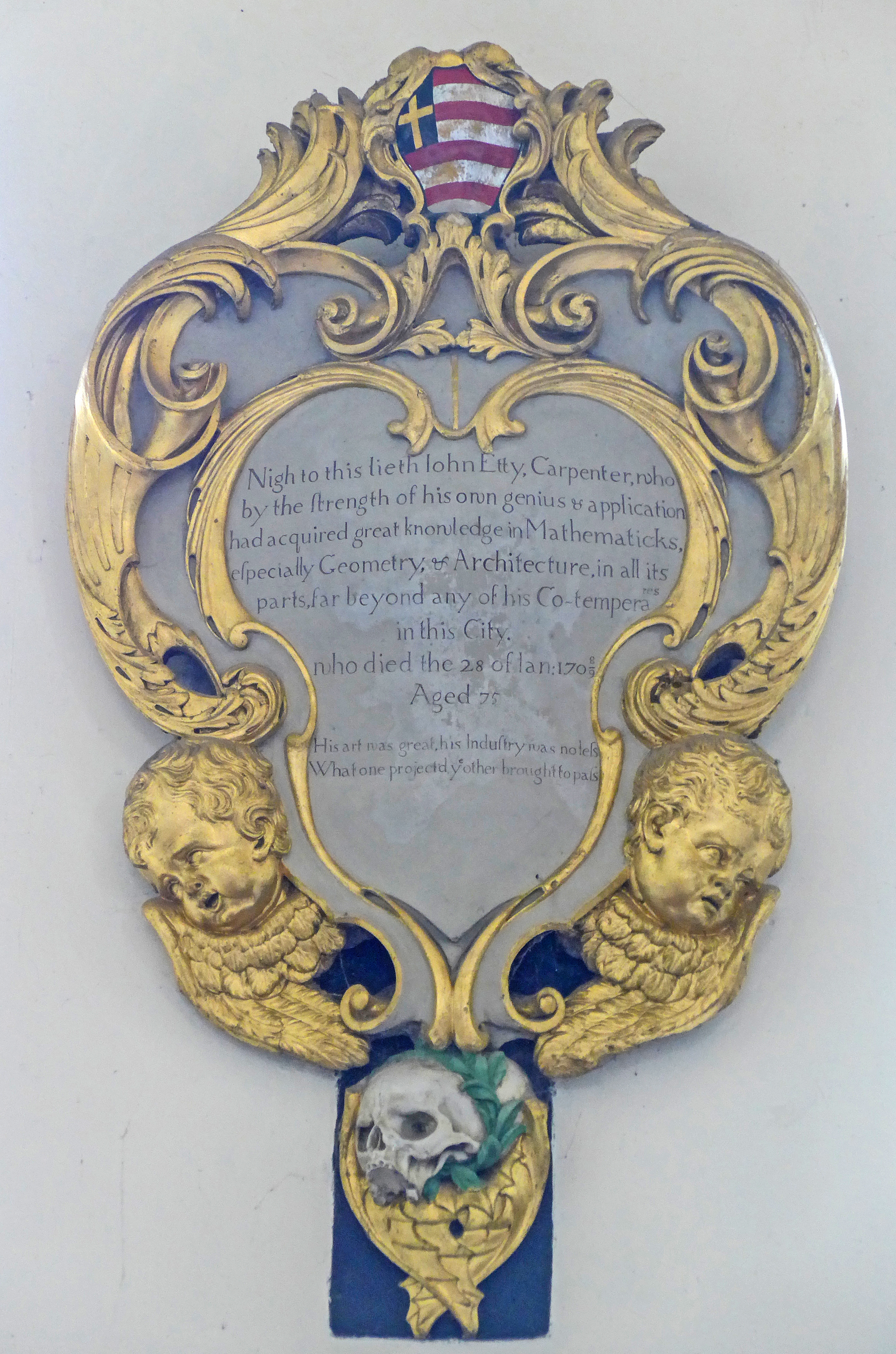
Placa conmemorativa a John Etty en la Iglesia de Todos los Santos, North Street, York, registrando su fecha de muerte como «28 de Enero: 1708/9».

En el Reino de Gran Bretaña y sus posesiones, la Ley del calendario (nuevo estilo) de 1750 introdujo dos cambios simultáneos en el calendario. El primero, que se aplicaba a Inglaterra, Gales, Irlanda y las colonias británicas, cambiaba el inicio del año del 25 de marzo al 1 de enero con efectos a partir del «día siguiente al 31 de diciembre de 1751».(Escocia ya había realizado este aspecto de los cambios, el 1 de enero de 1600.) El segundo adoptó el calendario gregoriano en su lugar. del calendario juliano. Por lo tanto, «Nuevo estilo» puede referirse al ajuste del comienzo del año, o a la adopción del calendario gregoriano, o a la combinación de los dos.

### Ajuste de inicio de año
Al registrar la historia británica, es habitual citar la fecha tal como se registró originalmente en el momento del evento, pero con el número de año ajustado para comenzar el 1 de enero. Este último ajuste puede ser necesario porque el comienzo del año civil no siempre fue el 1 de enero y se modificó en diferentes momentos en diferentes países. De 1155 a 1752, el año civil o legal en Inglaterra comenzaba el 25 de marzo (Lady Day); así, por ejemplo, la ejecución de Carlos I se registró en ese momento en el Parlamento como ocurrida el 30 de enero de 1648 (estilo antiguo). En los textos en inglés más nuevos, esta fecha generalmente se muestra como «30 de enero de 1649» (estilo nuevo). La fecha correspondiente en el calendario gregoriano es el 9 de febrero de 1649, fecha en la que sus contemporáneos en algunas partes de Europa continental habrían registrado su ejecución.
La designación O.S./N.S. es particularmente relevante para las fechas que caen entre el inicio del «año histórico» (1 de enero) y la fecha de inicio legal, cuando sean diferentes. Este fue el 25 de marzo en Inglaterra, Gales, Irlanda y las colonias hasta 1752 y hasta 1600 en Escocia.
En Gran Bretaña, el 1 de enero se celebró como fiesta de Año Nuevo desde el siglo XIII, a pesar de que el año (civil) registrado no aumenta hasta el 25 de marzo. Pero «el año que comenzaba el 25 de marzo se llamaba Año Cívico o Legal, aunque la frase Old Style se usaba más comúnmente». Para reducir los malentendidos sobre la fecha, era normal incluso en documentos semioficiales como los registros parroquiales colocar un título legal de año nuevo después del 24 de marzo (por ejemplo, 1661) y otro título del final del siguiente diciembre de 1661/62, una forma de datación dual para indicar que en las siguientes doce semanas más o menos, el año fue 1661 estilo antiguo pero 1662 estilo nuevo. Algunas fuentes más modernas, a menudo más académicas (por ejemplo, la Historia del Parlamento) también utilizan el estilo 1661/62 para el período comprendido entre el 1 de enero y el 24 de marzo durante años antes de la introducción del calendario New Style en Inglaterra.

### Adopción del calendario gregoriano

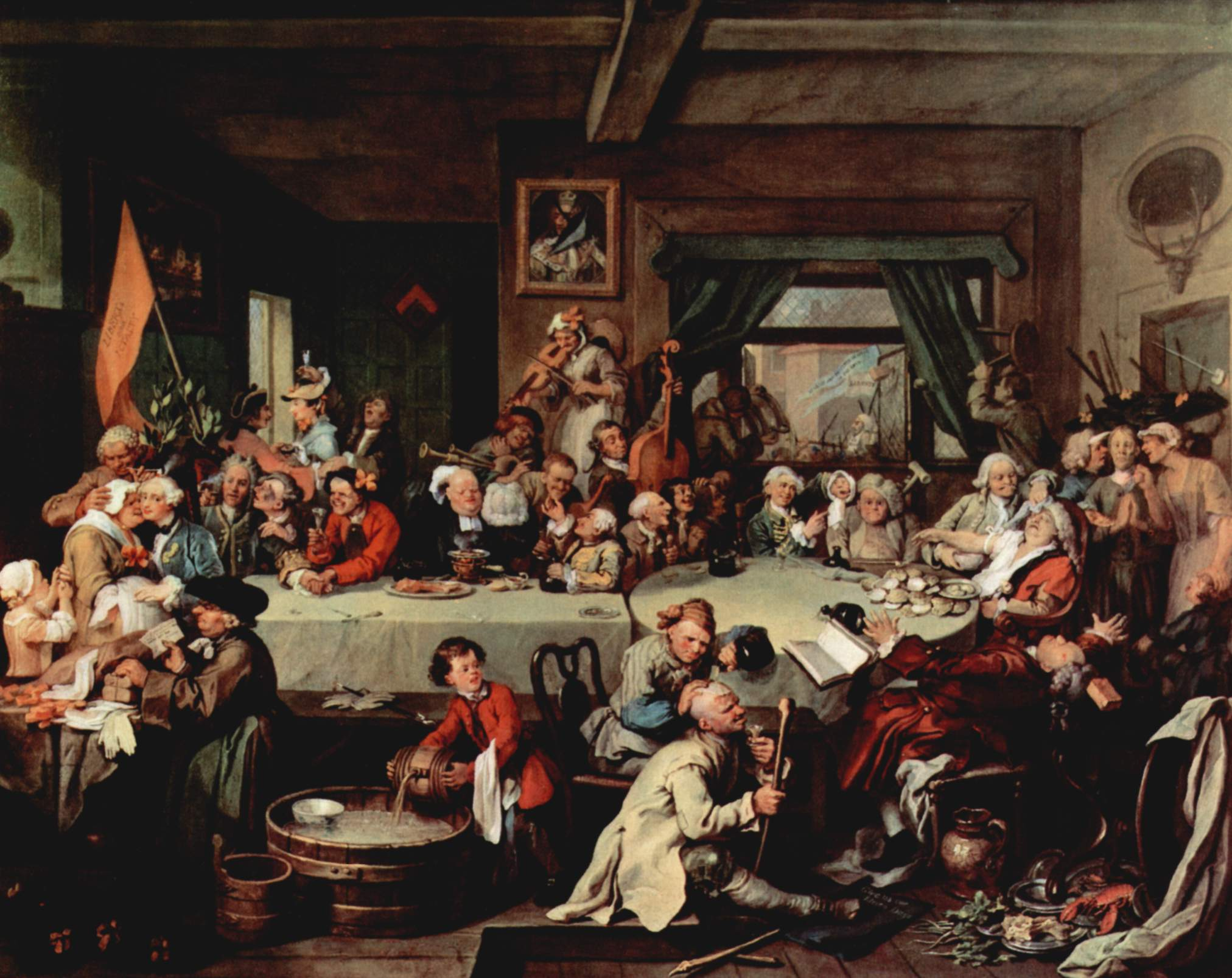
Pintura de William Hogarth: Humores de una elección (c. 1755), que es la fuente principal de «Danos nuestros once días».

A través de la promulgación de la Ley del Calendario (Nuevo Estilo) de 1750, el Reino de Gran Bretaña, el Reino de Irlanda y el Imperio Británico (que incluye gran parte de lo que ahora es la parte este de los Estados Unidos y Canadá) adoptaron el calendario gregoriano en 1752, momento en el cual fue necesario corregir por 11 días. El miércoles 2 de septiembre de 1752 fue seguido por el jueves 14 de septiembre de 1752. Las afirmaciones de que los alborotadores exigieron «Danos nuestros once días» surgieron de una mala interpretación de una pintura de William Hogarth.

## Otros países
A partir de octubre de 1582, el calendario gregoriano reemplazó al juliano en los países católicos. Este cambio se implementó posteriormente en los países protestantes y ortodoxos orientales, generalmente en fechas muy posteriores y, en este último caso, solo como calendario civil. En consecuencia, cuando se encuentra la notación de estilo antiguo y estilo nuevo, no se pretende necesariamente la fecha de adopción británica. El cambio de 'comienzo de año' y el cambio del sistema de calendario no siempre se adoptaron al mismo tiempo. Del mismo modo, la adopción civil y religiosa puede no haber ocurrido al mismo tiempo o incluso en absoluto. En el caso de Europa del Este, por ejemplo, todas esas suposiciones serían incorrectas.

### Grecia
Otros países de la ortodoxia oriental finalmente adoptaron la datación gregoriana (o estilo nuevo) para sus calendarios cívicos, pero la mayoría de ellos continúan usando el calendario juliano con fines religiosos. Grecia fue la última en hacerlo, en 1923. Aquí también, hay una diferencia de 13 días entre las fechas de estilo antiguo y nuevo en la historia griega moderna.

### Rumania
Rumania adoptó oficialmente el calendario gregoriano el 1 de abril de 1919, que se convirtió en el 14 de abril de 1919. Esto fue conmemorado en 2019 por el Banco Nacional de Rumania mediante el lanzamiento de una moneda conmemorativa de 10 lei de plata.

### Rusia
En Rusia, las fechas del nuevo estilo entraron en uso a principios de 1918, cuando el 31 de enero de 1918 fue seguido por el 14 de febrero de 1918: hay una diferencia de 13 días entre las fechas del estilo antiguo y el nuevo desde el 1 de marzo de 1900.
Es común en las publicaciones en inglés usar los términos familiares de estilo antiguo y/o estilo nuevo para discutir eventos y personalidades en otros países, especialmente con referencia al Imperio ruso y el comienzo mismo de la Rusia soviética. Por ejemplo, en el artículo «La revolución de octubre (noviembre)», la Encyclopædia Britannica usa el formato «25 de octubre (7 de noviembre, estilo nuevo)» para describir la fecha del comienzo de la revolución.

### Las Américas
Las colonias europeas de las Américas adoptaron el calendario de nuevo estilo cuando lo hicieron sus países de origen. En lo que ahora es el territorio continental de los Estados Unidos, las posesiones francesas y españolas lo hicieron unos 130 años antes que las colonias británicas. En la práctica, sin embargo, la mayoría de los registros escritos sobrevivientes de lo que ahora es Canadá y los Estados Unidos provienen de las 20 colonias británicas continentales, donde se aplicó la Ley del Calendario Británico de 1751 veinticuatro años antes de que los Estados Unidos declararan su independencia. Los registros canadienses también incluyen documentos de Nueva Francia que reflejan el Nuevo estilo, tal como Francia lo adoptó en 1582, pero es probable que el lenguaje utilizado en el registro sea un buen indicador de qué calendario se estaba utilizando para las fechas dadas. La misma lógica se aplica a las islas del Caribe.
En Alaska, el cambio se produjo después de que Estados Unidos comprara Alaska a Rusia. El viernes 6 de octubre de 1867 fue seguido por el viernes 18 de octubre. En lugar de 12 días, solo se saltaron 11, y se repitió el día de la semana en días sucesivos, porque al mismo tiempo se movió la Línea Internacional de Cambio de Fecha, de seguir la frontera este de Alaska con Yukón a seguir su nueva frontera oeste, ahora con Rusia.

## Transposición de fechas de eventos históricos y posibles conflictos de fechas

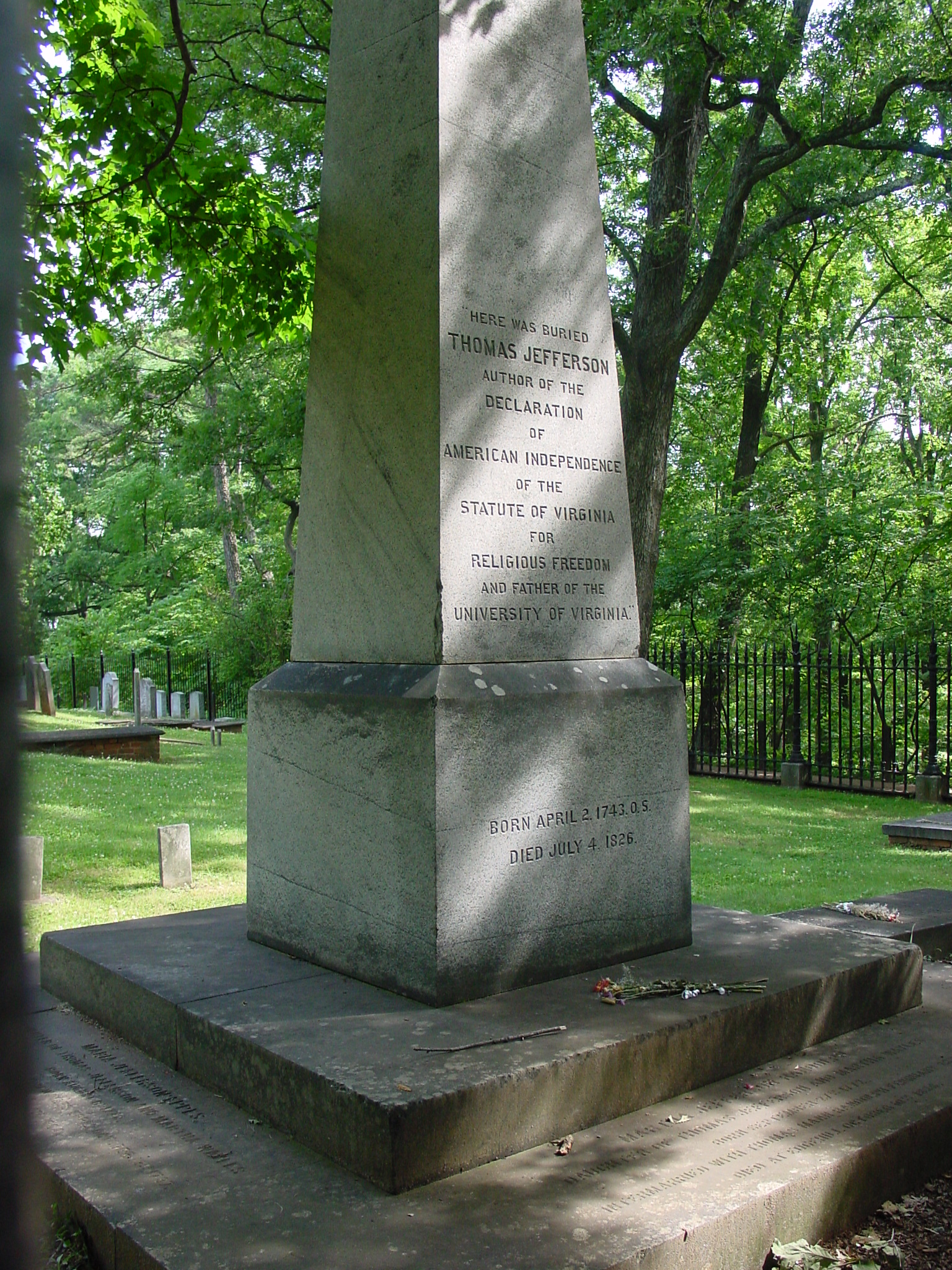
Lápida de Thomas Jefferson. Escrito debajo del epitafio está «Nacido el 2 de abril de 1743 O.S. Murió el 4 de julio de 1826».

Por lo general, la asignación de fechas de estilo nuevo a fechas de estilo antiguo con un ajuste de inicio de año funciona bien con poca confusión para eventos anteriores a la introducción del calendario gregoriano. Por ejemplo, es bien sabido que la batalla de Azincourt se libró el 25 de octubre de 1415, que es el día de San Crispín. Sin embargo, durante el período comprendido entre la primera introducción del calendario gregoriano el 15 de octubre de 1582 y su introducción en Gran Bretaña el 14 de septiembre de 1752, puede haber una confusión considerable entre los eventos en Europa occidental continental y en los dominios británicos. Los eventos en Europa occidental continental generalmente se informan en historias en inglés utilizando el calendario gregoriano. Por ejemplo, la batalla de Blenheim siempre se da como el 13 de agosto de 1704. Sin embargo, la confusión ocurre cuando un evento involucra a ambos. Por ejemplo, Guillermo III de Inglaterra llegó a Brixham en Inglaterra el 5 de noviembre (calendario juliano), después de haber zarpado de los Países Bajos el 11 de noviembre (calendario gregoriano) de 1688.
La batalla del Boyne en Irlanda tuvo lugar unos meses después, el 1 de julio de 1690 (calendario juliano). Eso corresponde al 11 de julio (calendario gregoriano), convenientemente cerca de la fecha juliana de la posterior (y más decisiva) batalla de Aughrim el 12 de julio de 1691 (juliano). La última batalla se conmemoró anualmente a lo largo del siglo XVIII el 12 de julio, siguiendo la convención histórica habitual de conmemorar eventos de ese período dentro de Gran Bretaña e Irlanda asignando la fecha juliana directamente a la fecha del calendario gregoriano moderno (como sucede, para ejemplo, con la Noche de Guy Fawkes el 5 de noviembre). La Batalla del Boyne se conmemoró con desfiles más pequeños el 1 de julio. Sin embargo, ambos eventos se combinaron a fines del siglo XVIII, y continúan celebrándose como «El Duodécimo».
Debido a las diferencias, los escritores británicos y sus corresponsales a menudo empleaban dos fechas, lo que se denomina datación dual, más o menos automáticamente. Las cartas relativas a la diplomacia y el comercio internacional a veces llevaban fechas tanto julianas como gregorianas para evitar confusiones. Por ejemplo, Sir William Boswell escribió a Sir John Coke desde La Haya una carta fechada «12/22 de diciembre de 1635». En su biografía de John Dee, The Queen's Conjurer, Benjamin Woolley supone que debido a que Dee luchó sin éxito para que Inglaterra adoptara la fecha fijada para el cambio de 1583/84, «Inglaterra permaneció fuera del sistema gregoriano durante otros 170 años, las comunicaciones durante ese período habitualmente lleva dos fechas». Por el contrario, Thomas Jefferson, que vivió mientras las islas británicas y las colonias finalmente se convertían al calendario gregoriano, ordenó que su lápida llevara su fecha de nacimiento usando el calendario juliano (anotado O.S. para Old Style) y su fecha de muerte usando el Calendario Gregoriano. En el nacimiento de Jefferson, la diferencia era de once días entre los calendarios juliano y gregoriano, por lo que su cumpleaños el 2 de abril en el calendario juliano es el 13 de abril en el calendario gregoriano. De manera similar, ahora se informa oficialmente que George Washington nació el 22 de febrero de 1732, en lugar del 11 de febrero de 1731/32 (calendario juliano).
Hay alguna evidencia de que el cambio de calendario no fue aceptado fácilmente. Muchos británicos continuaron celebrando sus días festivos al Old Style hasta bien entrado el siglo XIX, una práctica que la autora Karen Bellenir consideró que revelaba una profunda resistencia emocional a la reforma del calendario.

## Diferencias entre las fechas juliana y gregoriana
El cambio surgió al darse cuenta de que la cifra correcta para el número de días en un año no es 365,25 (365 días 6 horas) como se supone en el calendario juliano, sino un poco menos (c. 365,242 días): el calendario juliano tiene demasiados años de saltos. La consecuencia fue que la base para el cálculo de la fecha de la Pascua, tal como se decidió en el siglo IV, se había desviado de la realidad. La reforma del calendario gregoriano también se ocupó de la diferencia acumulada entre estas cifras, entre los años 325 y 1582 saltándose 10 días para fijar la fecha eclesiástica del equinoccio en 21 de marzo, la fecha mediana de su ocurrencia en el momento del Primer Concilio de Nicea en 325.
Los países que adoptaron el calendario gregoriano después de 1699 necesitaban omitir el día adicional para cada nuevo siglo posterior que el calendario juliano había agregado desde entonces. Cuando el Imperio Británico lo hizo en 1752, la brecha había aumentado a once días; cuando Rusia lo hizo (como su calendario cívico) en 1918, se tuvieron que saltar trece días.

## Otras notaciones
Los equivalentes latinos, que se utilizan en muchos idiomas, son stili veteris (genitivo) o stilo vetere (ablativo), abreviado st.v. y significando respectivamente '[de] estilo antiguo' y '[en]', y stili novi o stilo novo, abreviado st.n. Las abreviaturas latinas pueden escribirse en mayúsculas de manera diferente por diferentes usuarios, por ejemplo, St.n. o St. N. para stili novi. También hay equivalentes para estos términos en otros idiomas, como el alemán a. St. (alten Stils para O.S.).